# Ketanji Brown Jackson
Ketanji Brown Jackson (Washington, 14 settembre 1970) è una giudice statunitense.
Il 25 febbraio 2022 il presidente degli Stati Uniti d'America Joe Biden ha proposto Jackson come giudice associato della Corte suprema. Confermata ad aprile, è la prima donna afromericana a far parte della Corte suprema degli Stati Uniti d'America. Il suo mandato è iniziato il 30 giugno 2022, in seguito al ritiro del giudice Stephen Breyer.

## Biografia
Jackson è nata Ketanji Onyika Brown nel settembre 1970 a Washington. I suoi genitori erano entrambi laureati in college e università storicamente neri. Suo padre, Johnny Brown, era un avvocato che alla fine divenne il procuratore capo del consiglio scolastico della contea di Miami-Dade, e si è laureato alla University of Miami School of Law; sua madre, Ellery, è stata preside della scuola presso la New World School of the Arts. Nel 1989, quando Jackson era una matricola ad Harvard, suo zio Thomas Brown Jr. fu condannato all'ergastolo per una condanna per cocaina: gli agenti federali trovarono 14 chilogrammi di cocaina, avvolti in nastro adesivo. Anni dopo, Jackson persuase uno studio legale a prendere il suo caso pro bono, e il presidente Barack Obama alla fine commutò la condanna. Un altro zio, Calvin Ross, prestò servizio come capo della polizia di Miami. 
Jackson è cresciuta nell'area di Miami, in Florida, e ha frequentato la Miami Palmetto Senior High School. Nel suo ultimo anno, ha vinto il titolo di oratoria nazionale ai campionati della National Catholic Forensic League a New Orleans. È citata nel suo annuario del liceo dicendo che "[voleva] entrare in legge e alla fine avere una nomina giudiziaria". Si è laureata a Miami Palmetto nel 1988. Jackson ha poi studiato all'Università Harvard, dove si esibì anche in commedie di improvvisazione e prese lezioni di recitazione. Guidò anche proteste contro uno studente che mostrava una bandiera confederata dalla finestra del suo dormitorio. Jackson si è laureata ad Harvard nel 1992 in problemi governativi magna cum laude. La sua tesi di laurea era intitolata "The Hand of Oppression: Plea Bargaining Processes and the Coercion of Criminal Defendants".
Jackson ha lavorato come reporter e ricercatrice per la rivista Time dal 1992 al 1993, poi ha frequentato la Harvard Law School, dove è stata supervisore alla redazione della Harvard Law Review. Si è laureata nel 1996 in Giurisprudenza cum laude. Dopo la scuola di legge, Jackson ha lavorato come impiegato legale per giudicare Patti B. Saris della Corte Distrettuale degli Stati Uniti per il Distretto del Massachusetts dal 1996 al 1997, poi per giudicare Bruce M. Selya della Corte d'Appello degli Stati Uniti per il Primo Circuito dal 1997 al 1998. Ha trascorso un anno in uno studio privato presso lo studio legale di Washington, di Miller Cassidy Larroca & Lewin (ora parte di Baker Botts), poi ha lavorato per il giudice della Corte Suprema degli Stati Uniti Stephen Breyer dal 1999 al 2000.
Jackson ha lavorato in uno studio legale privato dal 2000 al 2003, prima presso lo studio legale di Goodwin Procter dal 2000 al 2002, poi con Kenneth Feinberg presso lo studio legale ora chiamato Feinberg & Rozen LLP dal 2002 al 2003. Dal 2003 al 2005 era assistente consigliere speciale della Commissione per le sentenze degli Stati Uniti. Dal 2005 al 2007, Jackson è stata assistente difensore pubblico federale a Washington, dove ha gestito casi davanti alla Corte d'Appello degli Stati Uniti per il Circuito del Distretto di Columbia. Un articolo del Washington Post, che aveva fatto la revisione dei casi gestiti da Jackson durante il suo periodo come difensore pubblico, ha mostrato che "ha ottenuto vittorie insolite contro il governo che ha ridotto o cancellato lunghe pene detentive". Dal 2007 al 2010, Jackson è stata una specialista in appello in uno studio privato presso lo studio legale Morrison & Foerster.

## Vita privata
Nel 1996, Brown ha sposato il chirurgo Patrick Graves Jackson, un bramino di Boston discendente del delegato del Congresso continentale Jonathan Jackson, ed è imparentato con il giudice della Corte Suprema degli Stati Uniti Oliver Wendell Holmes Jr. Attraverso il suo matrimonio, Jackson è imparentata con l'ex presidente della Camera Paul Ryan. La coppia ha due figlie, Leila e Talia. Jackson è una protestante aconfessionale.